# Acaulimalva alismatifolia
Acaulimalva alismatifolia är en malvaväxtart som först beskrevs av Schumann och Hieronymus, och fick sitt nu gällande namn av Krapovickas. Acaulimalva alismatifolia ingår i släktet Acaulimalva och familjen malvaväxter. Inga underarter finns listade i Catalogue of Life.